# Led Zeppelin Japanese Tour 1972
Led Zeppelin Japanese Tour 1972 е второто и последно турне на английската рок-група „Лед Зепелин“ в Япония от 2 до 10 октомври 1972 г.

## История
Гастролът в Япония е кратък (6 участия) заради предстоящите записи на петия албум на групата, Houses of the Holy. „The Song Remains the Same“ и „The Rain Song“ са изпълнени за пръв път на живо именно в Япония. В тях Пейдж използва известната китара с двоен гриф Gibson EDS-1275.
Тук за първи път звучи и мелотронът на Джон Пол Джоунс. Използван е в „Stairway to Heaven“, „The Rain Song“ и „Thank You“. Друга новост, която клавиристът и баскитарист въвежда, са бас-педалите (за „Bron-Yr-Aur Stomp“).
Някои наблюдатели забелязват промяна в гласа на Робърт Плант по време на лайфовете. Вокалистът изпитва трудност при високите тонове (особено при Rock’n’Roll), което не е проблем в досегашните концерти и записи. В следващите турнета тази и някои други песни звучат в по-долен регистър.
Джон Пол Джоунс закупува традиционния местен инструмент кото, използван в соловия му албум Zooma (1999 г.).

## Сетлист
С отпадането на акустичната част от концертите се скъсява времетраенето им до около 2 часа.

Приблизителен сетлист на турнето:
- Rock and Roll
- Black Dog
- Over the Hills and Far Away
- Misty Mountain Hop
- Since I've Been Loving You
- Dancing Days
- Bron-Yr-Aur Stomp
- The Song Remains the Same
- The Rain Song
- Dazed and Confused
- Stairway to Heaven
- Moby Dick(на 5 и 9 октомври)
- Whole Lotta Love

Бисове (варират):

- Heartbreaker
- Immigrant Song
- Thank You
- The Ocean
- Communication Breakdown
- Stand by Me

## Концерти
| Дата             | Град  | Държава | Място         |
| ---------------- | ----- | ------- | ------------- |
| 2 октомври 1972  | Токио | Япония  | Budokan Hall  |
| 3 октомври 1972  | Токио | Япония  | Budokan Hall  |
| 4 октомври 1972  | Осака | Япония  | Festival Hall |
| 5 октомври 1972  | Нагоя | Япония  | Kokaido       |
| 9 октомври 1972  | Осака | Япония  | Festival Hall |
| 10 октомври 1972 | Киото | Япония  | Kyoto Kaikan  |